# Fylkesidrettsplassen
De Fylkesidrettsplassen  is een ijsbaan in Elverum in de provincie Hedmark in het zuiden van Noorwegen. De openlucht-natuurijsbaan is geopend in 1924 en ligt op 185 meter boven zeeniveau. De belangrijkste wedstrijden die er ooit zijn gehouden zijn het Noorse allround kampioenschap van 1977 voor vrouwen, het Noorse kampioenschap sprint van 1975 en het Wereldkampioenschap allround van 1981. 

## Grote kampioenschappen
Internationale kampioenschappen
- 1981 -  WK allround junioren

Nationale kampioenschappen
- 1975 - NK sprint mannen/vrouwen
- 1977 - NK allround vrouwen